# Călinești, Teleorman
Călinești este satul de reședință al comunei cu același nume din județul Teleorman, Muntenia, România. Se află în partea central-estică a județului. La recensământul din 2002 avea o populație de 1.701 locuitori.